# سري ديفيا
سري ديفيا هي ممثلة هندية، ولدت في 25 مايو 1987 بحيدر آباد في الهند.

## وصلات خارجية
- سري ديفيا على موقع IMDb (الإنجليزية)
- سري ديفيا على موقع قاعدة بيانات الفيلم (الإنجليزية)